# پناهندگی در فرانسه
پناهندگی در فرانسه کشوری که به حقوق بشر و دموکراسی در جهان شناخته‌شده‌است و از همین زاویه به‌طور سنتی رویکردی باز در پذیرش پناهندگان سیاسی داشته‌است. یکی از قوانین اساسی پیش‌نویس در طول انقلاب فرانسه، قانون اساسی مصوب ۱۷۹۳ است که به موجب آن فرانسه به اتباع خارجی پناهندگی عطا می‌کند. پناهندگانی که از میهن خود به علت مبارزه برای آزادی تبعید شده‌اند و اعطای پناهندگی به ظالم را منع کند. هرچند که قانون اساسی ۱۷۹۳ به‌صورت واقعی هرگز اجرا نشد، ولی در قرن نوزدهم تبعیدیان بسیاری از کشورهای اروپایی که در مقابله با نیروهای ضدانقلابی در (ایتالیا، لهستان، اسپانیا، و غیره) دچار بی‌ثباتی شده بودند، این افراد ملی‌گراها و انقلابیونی بودند که به دنبال به دست آوردن پناهندگی به فرانسه روی آوردند. روند مشابهی که همچنان در قرن بیستم ادامه داشت.

## قوانین
قانون پناهندگی که امروز در اصول قانون اساسی فرانسه مورد استناد است در سال ۱۹۴۶ تعریف و در سال ۱۹۵۸ وارد قانون اساس جاری‌شده‌است. به موجب قانون فوق اعلام می‌دارد هرکسی که در تلاش برای ارزش‌های اعتقادی و در دفاع از اقدامات خود در حمایت از آزادی مورد تهدید قرار گیرد دارای حق پناهندگی در سرزمین‌های جمهوری است.
در سال ۱۹۹۳، در یک تصمیم‌گیری شورای قانون اساسی (شورای قانون اساسی، دادگاه عالی فرانسه با صلاحیت بالاتر) تأیید کرد که بر اساس این ماده قانون اساسی، پناهندگی حقی قانونی برای افرادی است که واجد شرایط آن هستند. در نتیجه، تصمیم‌گیری فوق، حکم کرد که متقاضیان پناهندگی واجد شرایط در مدت زمانی که مراحل درخواست پناهندگی خود را دنبال می‌کنند، برای جلوگیری از هرگونه تهدیدی و برای نظم عمومی، باید اجازه اقامت در فرانسه که یک حق عمومی است را داشته باشند.
علاوه بر این قانون زیرساختی در قانون اساسی فرانسه، قانون پناهندگی در فرانسه نیز به‌شدت نشأت‌گرفته از قوانین بین‌المللی و اروپایی در مورد پناهندگان است. این قانون از اهمیت ویژه‌ای نیز در کنوانسیون ژنو در سال ۱۹۵۱ مربوط به مصوبات و قوانین وضعیت پناهندگان برخوردار است همچنین از مصوبات و قوانین اتحادیه اروپا (EU) در ۲۰۱۳ ژوئن ۲۶ که به‌عنوان «مصوبات دوبلین» نامیده می‌شود. نیز بهره‌مند می‌باشد.

## آمار و ارقام

### هجوم پناهندگان به کشورهای اروپایی
آمار و ارقام منتشر شده نشان داد که در سراسر اروپا به‌عنوان یک کل تقریباً ۴۳۵٬۰۰۰ درخواست پناهندگی ثبت رسیده در سال گذشته وجود دارد؛ که نشان‌دهنده یک افزایش چشمگیر در ۳۳۵۰۰۰ درخواست‌های داده‌شده در سال گذشته‌است.
از برنامه‌های کاربردی اتخاذشده برای مقابله با این بحران توسط اتحادیه اروپا در سال گذشته تخصیص پذیرش پناهندگان بود که: ۱۲۷۰۰۰ به آلمان، (۲۹ درصد) ۶۵۰۰۰ به فرانسه (۱۵ درصد)، ۵۴۰۰۰ به سوئد (۱۲٫۵ درصد) و ۳۰۰۰۰ به انگلستان (۷ درصد). بودند.
فرانسه ۸۳ درصد از پرونده‌های پناهندگی در سال گذشته را رد کرد نرخی که به‌مراتب بالاتر از دیگر کشورهای اروپایی است، در همین رابطه گروه‌های مدافع حقوق پناه‌جو در فرانسه نگرانی خود را ابراز کرده‌اند.

### نمونه‌های آماری
آمار و ارقام دیگر در سال ۲۰۱۳ فرانسه ۶۱٬۴۵۵ پرونده‌های پناهندگی را مورد بررسی قرارداد اما تنها به ۱۰٬۴۷۰ از کسانی که متقاضی پناهندگی بودند. پناهندگی داده‌شده‌است که این نرخ پذیرش تنها ۱۷ درصد است.
آمار و ارقام نشان می‌دهد که بسیاری از کسانی که به دنبال پناهندگی در فرانسه از کوزوو، جمهوری دموکراتیک کنگو و سپس آلبانی آمده، درحالی‌که کشورهای دیگر مانند آلمان در میان سه متقاضی با شمارش بالای سوری و پاکستانی‌ها در انگلستان بزرگ‌ترین تعداد متقاضیان پس از ایرانیان هست و سپس سری‌لانکا است.
به‌طور نمونه آمار و ارقام پناهندگان در فرانسه، ۱۳۰۰ نفر از سوریه است که رقم بسیار پایین است و بیانگر آنچه در آن کشور در جریان است، نیست.

## قوانین و حقوق اجرایی حاکم بر پناهنده در فرانسه
بررسی درخواست متقاضی پناهندگی در فرانسه بسته به موقعیتی است که متقاضی اقدام به درخواست می‌کند و شامل این موارد است.

### مراحل پذیرش پناهندگی در نقاط مرزی
- برای درخواست پناهندگی برای پناهجویی که به یک نقطه مرزی فرانسه می‌رسد، (معمولاً یک فرودگاه یا بندر یا یک ایستگاه قطار عمده) و اسناد و مدارک مناسب برای ورود به خاک فرانسه را ندارد پناهجوی متقاضی به پلیس مرزی فرانسه مراجعه کرده و تقاضای خودش را برای پناهندگی می‌دهد.
- پلیس مرزی به پناهجوی متقاضی (با یک‌زبانی که او بتواند بفهمد) اطلاعات مربوط به روند پناهندگی را داده و او را نسبت به حقوق و تعهدات و کمک‌هایی که به پناهجوی متقاضی می‌تواند تعلق بگیرد، مطلع می‌کند.
- پناهجوی متقاضی توسط پلیس در یک محل انتظار (که اغلب یک منطقه ترانزیت بین‌المللی می‌باشد) نگه‌داشته می‌شود تا مقامات فرانسوی با انجام یک ارزیابی مقدماتی تصمیم بگیرد که آیا او می‌تواند وارد خاک فرانسه بشود.
- اجازه ورود داده نخواهد شد در صورتی که مشخص شود که متقاضی پناهندگی تحت مسئولیت یک کشور دیگر اروپایی تحت قوانین دوبلین اتحادیه اروپا می‌باشد.
- درخواست‌های پناهندگی مورد رد قرار می‌گیرند که به‌وضوح نادرستی یا غیر واقعی (جعلی) بودن آن تشخیص داده شود، (به‌عنوان مثال، اگر متقاضی پناهندگی در حال حاضر به یک کشور دیگر تقاضا داده‌است)، همچنین درخواست‌های پناهندگی که کاملاً بی‌اساس باشد (به‌عنوان مثال، اگر درخواست، متناقض است یا هیچ اعتباری نداشته باشد) یا تشخیص داده شود که متقاضی می‌تواند تهدیدی برای نظم عمومی‌ باشد.
- این تحقیق مقدماتی توسط دفتر حفاظت از پناهجویان انجام می‌شود، اما تصمیم به پذیرفتن یا نپذیرفتن درخواست پناهجوی متقاضی توسط وزارت کشور و پس از مشورت با دفتر حفاظت پناهجویان صورت می‌گیرد.
- دفتر حفاظت از پناهجویان معمولاً ارزیابی خود را عرض چهار روز ارائه می‌کند در هر صورت یک پناهجوی متقاضی نباید در منطقه انتظار برای بیش از بیست روز نگه‌داشته شود.
- پناهجوی متقاضی که ورود وی به فرانسه را رد کرده باشند ۴۸ ساعت فرصت دارد که تقاضای تجدیدنظر در حکم داده‌شده توسط قاضی را بدهد.
- پس از درخواست تجدید نظر از طرف پناهجوی متقاضی، قاضی اداری ۷۲ ساعت بعد به تأیید یا لغو ابطال ورود پناهنده تصمیم می‌گیرد.
- اگر محرومیت پناهجوی متقاضی مجدد تأیید شد، پناهجوی متقاضی به کشور مبدأ خود (کشوری که از آنجا به فرانسه آمده) بازگردانده خواهد شد که هزینه آن با همان شرکت حمل‌ونقلی می‌باشد که او را به فرانسه آورده‌است.
- یک ویزای موقت به پناهجوی متقاضی داده می‌شود که اجازه وارد شدن به فرانسه به‌منظور دنبال کردن مراحل پناهندگی را داشته باشد. این ویزای موقت به مدت هشت روز معتبر است.
- در طی این دوره هشت روزه، پناهجوی باید درخواست پناهندگی خود را به ریاست‌های محلی دفتر حفاظت از پناهجویان ارسال کند.[۲][۱۰]

### مراحل برای پناهجویی که در حال حاضر در خاک فرانسه است
برای فردی که به هر دلیل چه با روش‌های قانونی و چه به‌صورت غیرقانونی و … وارد خاک فرانسه شده و تقاضای پناهندگی دارد:
- اولین گام ثبت‌نام در یک دفتر حفاظت از پناهجویان در استانداری محلی است که در آن حضور دارد. به‌عنوان یک پناهجو در حضور مقامات فرانسه ثبت‌نام کند.[۱۱]
- مقامات استانداری خود ذی‌صلاح برای این ثبت‌نام در دفتر حفاظت از پناهجویان در آن استان هستند.
- این خدمات همچنان از طرف فرانسه است که مسئولیت حفاظت از پناهجویان را تحت قوانین مقررات اتحادیه اروپا دوبلین پذیرفته‌است.
- سرویس خدماتی استانداری موظف است که تا سه روز را به این درخواست پاسخ دهد، به‌جز زمانی که با تعداد زیادی از متقاضیان برای درخواست پناهندگی مواجه است که در این صورت مدت بررسی و پاسخگویی می‌تواند
- اگر هیچ کشور دیگری حاضر نشود که مسئول حفاظت پناهجوی را تحت کنوانسیون دوبلین، بپذیرد دفتر حفاظت از پناهجویان استان لازم است که اسناد و مدارک پناهجوی متقاضی را به‌عنوان پناهجوی ثبت‌شده به او بدهد.
- این سند ثبت‌شده فوق به پناهجوی متقاضی اجازه سفر به کشورهای درون اتحادیه اروپا را نمی‌دهد.
- علاوه بر این، ممکن است تأیید یا رد درخواست پناهندگی یک کیس خاص را شامل شود، ازجمله: (الف) زمانی که دفتر خدمات حفاظت از پناهجویان برایش مشخص شود که متقاضی قبلاً از حفاظت پناهندگی از یک کشور دیگری را داشته‌است. (ب) مشخص شود که متقاضی پناهندگی قبلاً با مشخصات دیگری نیز درخواست داده باشد؛ (ج) زمانی که پناهجوی نتوانسته در مدت زمان لازم اسناد و اطلاعات مربوط به پناهندگی را اراٰئه کند یا به هر دلیل از ارائه اطلاعات مهم خودداری کند؛ (د) در صورت رد درخواست، پناهجوی امکان درخواست تجدیدنظر را دارد (ه) شرایطی که متقاضی پناهجوی با موضوع یک حکم درخواست دستگیری از طرف کشورهای اروپایی یا یک دادگاه جنایی بین‌المللی، مواجه است یا با یک تصمیم به استرداد به یک کشور دیگر از کشور مبدأ خود است.
- علاوه بر این به سند ثبت‌نام مذکور در بالا، دفتر حفاظت از پناهجویان در استانداری به پناهجوی متقاضی یک فرم درخواست پناهندگی و همچنین اطلاعات مربوط به روند درخواست پناهندگی، حقوق خود و تعهدات در طول این دوره را می‌دهد همچنین او را نسبت به کمک‌هایی که به او (مسکن تحت عنوان، کمک‌های مالی و غیره) توسط هر سازمان‌ها محلی کمک به پناهجویان اختصاص داده می‌شود، مطلع می‌کند.[۲][۱۲][۱۳][۱۴]

## رویدادها

### کودکان پناهجو
در اکتبر ۲۰۱۷ کمیته حقوق بشر بریتانیا و ولز طی گزارشی اعلام کرد که به دلیل سهل انگاری فرانسه در بررسی فرایندهای مربوط به درخواست‌های پناهندگی به انگلستان، صدها کودک پناهجو بدون سرپرست زندگی می‌کنند. این گزارش اشاره می‌کند که تقریباً ۴۰۰ کودک پناهجو در فرانسه دور از والدین خود زندگی می‌کنند و این پیامد تخلیه کمپ کاله از حدود ۱۰ هزار پناهجو است.
این کودکان شرایط پذیرفته شدن به عنوان پناهنده در بریتانیا را دارند. در ادامه این گزارش تصریح شده‌است: «کودکان مذکور در معرض سوء استفاده قاچاقچیان انسان و ابتلا به انواع بیماری‌ها قرار دارند و روند حقوقی پیوستن آن‌ها به والدین شان در انگلیس از سوی فرانسه به شکل جدی تعقیب نمی‌شود.»